# ليزا ديل بو
ليزا ديل بو هي مغنية بلجيكية، ولدت في 9 يونيو 1961 في Bilzen ‏ في بلجيكا.

## وصلات خارجية
- الموقع الرسمي
- ليزا ديل بو على موقع IMDb (الإنجليزية)
- ليزا ديل بو على موقع ميوزك برينز (الإنجليزية)
- ليزا ديل بو على موقع ديسكوغز (الإنجليزية)